# Karl Königseder
Karl Königseder (né en 1943 à Perg, Haute-Autriche, disparu en août 2009 à Unterach am Attersee) est un homme de lettres et psychiatre autrichien.
Issu d’une famille de médecins, Königseder étudia la médecine à Vienne. Il débuta en 1968 avec un recueil de poèmes (In lockerem Kontakt) et publia des textes dans des revues littéraires autrichiennes. Fini, une pièce de théâtre (1973) fut acceptée par le Burgtheater de Vienne, mais ne fut finalement pas jouée. En 1974, Karl Königseder s’établit en Suisse et fit sa formation de psychiatre et de psychanalyste à Zurich. En 1989, il épousa une psychanalyste genevoise.
À partir de 1982, il publia des interprétations psychanalytiques de littérature, entre autres sur le thème de la « Mélancolie comme fétiche » et de « L’hystérie et la modernité viennoise ». Königseder aborda des auteurs du « romantisme noir » tels que E.T.A. Hoffmann, Charles Baudelaire et Edgar Allan Poe, mais aussi Robert Musil, Alfred Kubin, Joe Orton, Tennessee Williams, Antonin Artaud et Scott Fitzgerald. Son essai sur la maladie psychique d’Aby Warburg et son séjour au Sanatorium Bellevue fut particulièrement remarqué.

## Publications
- In lockerem Kontakt. Gedichte. (1968). Österreichische Verlagsanstalt Wien.
- Das Körperbild der Psychoanalyse oder die Lust als Trost (1986). Schweizerische Rundschau für Medizin, 75/35, S. 1-4.
- Wiederholte Porträts. (1988). In: Schlapper, Fee: Gegenüberstellungen. Porträts über die Zeit. Edition Stemmle Schaffhausen. S. 7-14.
- Aby Warburg im "Bellevue" (1995). In: Galitz, R. und Reimers, B.: Aby M. Warburg "Ekstatische Nymphe… trauernder Flussgott" Portrait eines Gelehrten. Dölling und Gallitz, Hamburg. S. 74-103.
- Der bedrohte Mann. Männlichkeit und Destruktivität (2003) In: von Arx, S. et al. (Hg.). Koordinaten der Männlichkeit. edition diskord, Tübingen, S: 119-139.

Lectures scéniques
- Vom Lustprinzip zum Todestrieb. Texte von und um Sigmund Freud.. Theater am Neumarkt Zürich, 19. Januar 1986.
- Die verdrängte Psychoanalyse. Psychoanalyse und Literatur. Deutschland, Österreich, Schweiz 1933-1945. Filmpodium der Stadt Zürich, 21. Mai 1989. Stadttheater Konstanz, 18. März 1990.

### Adaptation musicale
Balduin Sulzer (de) (1972). Op. 22 Vier Lieder nach Texten von Karl Königseder.